# Luca Garri
Luca Garri (ur. 3 stycznia 1982 w Asti) – włoski koszykarz, występujący na pozycjach silnego skrzydłowego lub środkowego, reprezentant kraju, wicemistrz olimpijski, multimedalista mistrzostw Europy.

## Osiągnięcia
Na podstawie, o ile nie zaznaczono inaczej.

### Drużynowe
- Zdobywca pucharu II ligi włoskiej (2013, 2018)
- Finalista Pucharu Włoch (2008)
- Uczestnik międzynarodowych rozgrywek:
  - Euroligi (2006–2008)
  - Eurocup (2009/2010, 2020/2011 – TOP 8)
- Awans do:
  - I ligi włoskiej Serie A (2001)
  - II ligi włoskiej Serie A2 (2021)

### Indywidualne
- Uczestnik meczu gwiazd ligi włoskiej (2004/2005)
- Order Zasługi Republiki Włoskiej (27 września 2004)[5]

### Reprezentacja
Seniorów
- Mistrz igrzysk śródziemnomorskich (2005)
- Wicemistrz olimpijski (2004)[6][7][8]
- Uczestnik:
  - mistrzostw świata (2006 – 9. miejsce)[9]
  - kwalifikacji do Eurobasketu (2003)[10]

Młodzieżowe
- Uczestnik:
  - mistrzostw Europy:
    - U–20 (2002 – 11. miejsce)[11]
    - U–18 (2000 – 4. miejsce)[12]

  - kwalifikacji do Eurobasketu:
    - U–20 (2002)
    - U–18 (2000)